# Antoun Sadeh
Antoun Sadeh (arabiska: انطون سعادة, Antūn Saʿāda), född 1 mars 1904, död 8 juli 1949, var en syrisk nationalistisk ideolog och tänkare från Libanon och grundare av Syriska Socialnationalistiska Partiet. Han tog avstånd från arabnationalism och idén om att de arabisktalande folken skulle bilda en enda stor panarabisk stat, istället förespråkade han bildandet av det Naturligt Förenade Syrien. Från början definierades denna entitet till stora delar vara densamma som det historiska landet Syrien men Sadeh kom även att inkludera Irak i denna definition, och förespråkade därmed ett syriskt fosterland som sträcker sig från Taurus i nordväst till Zagros i nordöst, till Suez-kanalen och Röda Havet i söder, som inkluderar såväl Cypern som Persiska viken. 
Enligt Sadeh definierades nationen vare sig utifrån språk eller religion, utan istället hävdade han att nationer är ett resultat av den gemensamma utveckling som skapas av folken i ett specifikt geografiskt område. Sålunda var han motståndare till såväl arabnationalism som panislamism. Han menade att Syrien var historiskt, kulturellt och geografiskt avgränsat från resten av arabvärlden, vilken han delade upp i fyra delar. Han menade sig spåra syrianismens kontinuerliga historia tillbaka till fenicierna, kananiterna, assyrierna och babylonierna.  
Sadeh växte upp i Dhour Choueir och hörde till Libanons ortodoxt kristna minoritet. Efter avslutade studier emigrerade han till Brasilien där han förenades med sin far, Khalil Sadeh, som var en erkänd arabiskspråkig journalist och korrespondent. 1932 återvände Antoun till Libanon där han började undervisa på Amerikanska Universitetet i Beirut. Samma år grundade han Syriska socialnationalistiska partiet, vilket motsatte sig Frankrikes delning av landet och kämpade för syrisk enighet. Från 1935 och framåt fängslades och trakasserades han systematiskt av det franska kolonoialväldets myndighet i landet vilket fick honom att återigen emigrera till Brasilien. Han flyttade snart vidare till Argentina, där han återupptog sin politiska gärning som politisk journalist.
2 mars 1947 återvände Sadeh till ett Libanon som nu var självständigt. 4 juli 1949 utropade SSNP en nationell revolution; partiet hade då under lång tid fått sina demokratiska rättigheter kringskurna och medlemmar ska ha blivit förföljda. Förföljelserna stöddes av utländska krafter i vad som var ett försök att minska partiets betydelse i den syriska antisekteristiska rörelsen samt dess inflytande i den palestinska frågan, där SSNP framhävde bildandet av ett starkt enat Naturligt Syrien som ett alternativ till den uppstyckning av regionen som blev resultatet av Israels grundande. Revolten misslyckades, och när Sadeh begav sig till Damaskus för att träffa den syriska republikens dåvarande president Husni el-Zaim i ett möte där denne förmodades stödja Sadehs hållning, överlämnades han av den syriska administrationen till de libanesiska myndigheterna. Sadeh och många av hans anhängare dömdes till döden av en militärdomstol. Tiden mellan tillfångatagande och avrättning var mindre än två dygn. Sadehs avrättning verkställdes kvällen den 8 juli 1949.
Sadeh skrev ett otal böcker, pamfletter och artiklar under sin livstid, verken spände över åtskilliga områden.
Han betonade den roll filosofin och samhällsvetenskapen har haft under skapandet av den socialnationella ideologin. Han såg socialnationalismen, Sadehs egen version av nationalismen, som ett redskap som skall användas för att omvandla det traditionella samhället till ett dynamiskt och progressivt dito. Sekulariseringen är särskilt betonad i den syriska socialnationalismen, på ett filosofiskt plan bortanför det socialpolitiska.